# Düwag GT8
Düwag GT8 (pol. pot. Helmut) – model tramwaju produkowanego w latach 1957–1976 przez niemiecką firmę Düsseldorfer Waggonfabrik. Wagony typu GT8 powstały przez powiększenie o środkowy człon wagonu typu GT6 i występują w 2 nieznacznie różniących się  wersjach, dla przedsiębiorstwa komunikacyjnego w Düsseldorfie (Rheinische Bahn Gesellschaft) i przedsiębiorstwa komunikacyjnego we Frankfurcie (Verkehrgesellschaft Frankfurt am Main).
Istnieją ponadto wersje pochodne tych tramwajów, jak GT8 Typ Freiburg, GT8S, GT8ZR.

## Historia
W związku z ogromnym zapotrzebowaniem na nowe wagony przewoźnik z Düsseldorfu (Rheinische Bahn Gesellschaft) zamówił początkowo 25 tramwajów typu GT8. Pierwszy prototypowy wagon GT8 #2310 powstał w 1957 roku w wyniku dobudowania środkowego członu, nieposiadającego drzwi, do wagonu GT6 #2310. Prosta konstrukcja i wysoka niezawodność spowodowały, iż duże niedobory taborowe zostały szybko uzupełnione tą konstrukcją. Wagony GT8 jeździły w Düsseldorfie aż do końca lat 90., po czym zostały stopniowo zastąpione przez nowsze pojazdy niskopodłogowe Siemens NF8. Podobnie było również we Frankfurcie, gdzie wagony oznaczane GT6/M lub GT8/N swą służbę zakończyły również pod koniec lat 90. Większość tramwajów GT8 została odsprzedana krajom Europy Środkowo-Wschodniej. Najwięcej trafiło do Polski oraz Rumunii. Pojedyncze egzemplarze w Niemczech służą przeważnie jako historyczne.
Część wagonów GT6 była w toku eksploatacji przebudowana na GT8 przez wstawienie środkowego członu, jak 4 wagony z Ludwigshafen (w latach 1970–1982; oprócz tego w Ludwigshafen eksploatowano 7 fabrycznych wagonów GT8). Ponadto w latach 1991–1992 dla przedsiębiorstwa Mannheimer Verkehrsgesellschaft przebudowano dwadzieścia trzy GT6 do wersji GT8N będącej tramwajem częściowo niskopodłogowym.

## Konstrukcja
Duewag GT8 to jednokierunkowy wagon silnikowy, wyposażony w czworo lub pięć (zależnie od wersji) par drzwi. Jest osadzony na 4 wózkach skrętnych, z których 2 są napędowe, a 2 toczne. Wygląd zewnętrzny charakteryzuje umieszczona na samym przedzie tablica z kierunkiem i numerem linii, oraz duży okrągły reflektor (wersja z Düsseldorfu) lub dwa reflektory (wersja z Frankfurtu). Wewnątrz dominują typowe dla niemieckich tramwajów podwójne siedzenia. Przedział motorniczego pierwotnie nie był niczym oddzielony od reszty wagonu. Polskie warunki zmusiły przewoźników do zamontowania plastikowych kabin. Charakterystyczne dla tego modelu są dość wąskie uchylne poziome okna. W drzwiach zamontowano fotokomórki uniemożliwiające przytrzaśnięcie pasażera. Tramwaj wyposażono w hamulec elektromagnetyczny szynowy, tarczowy elektryczny (postojowy) i ręczny.

## Eksploatacja
| Liniowe                          | Liniowe                     | Liniowe                     | Liniowe       | Liniowe      |
| Państwo                          | Miasta                      | Eksploatacja                | Modyfikacje   | Liczba, szt. |
| -------------------------------- | --------------------------- | --------------------------- | ------------- | ------------ |
| Bośnia i Hercegowina             | Sarajewo                    | od 2015                     | GT8Z          | 16 (20)      |
| Bułgaria                         | Sofia                       | od 1995                     | GT8Z          | 5 (13)       |
| Iran                             | Meszhed                     | od 1996                     | GT8           | 14           |
| Niemcy                           | Würzburg                    | od 1982                     |               | 6 (18)       |
| Polska                           | Grudziądz                   | od 2010                     |               | 5 (10)       |
| Rumunia                          | Arad                        | od 1998                     | GT8           | 8 (27)       |
| Szwecja                          | Norrköping                  | od 1994                     | M97           | 9 (15)       |
| Turcja                           | Konya                       | od 1992                     | GT8           | 2 (61)       |

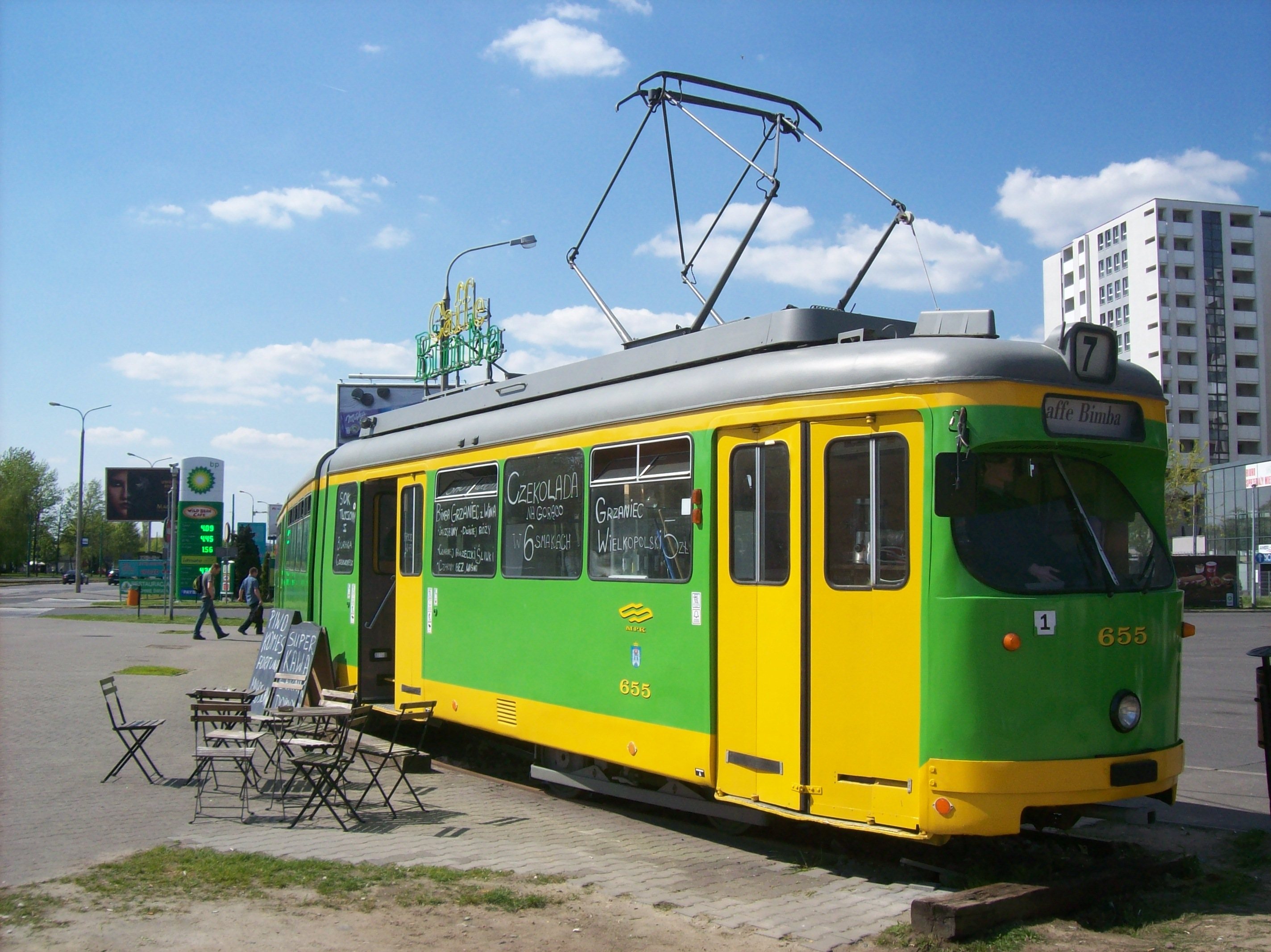
Düwag GT8 #655 jako kawiarnia Caffe Bimba w Poznaniu

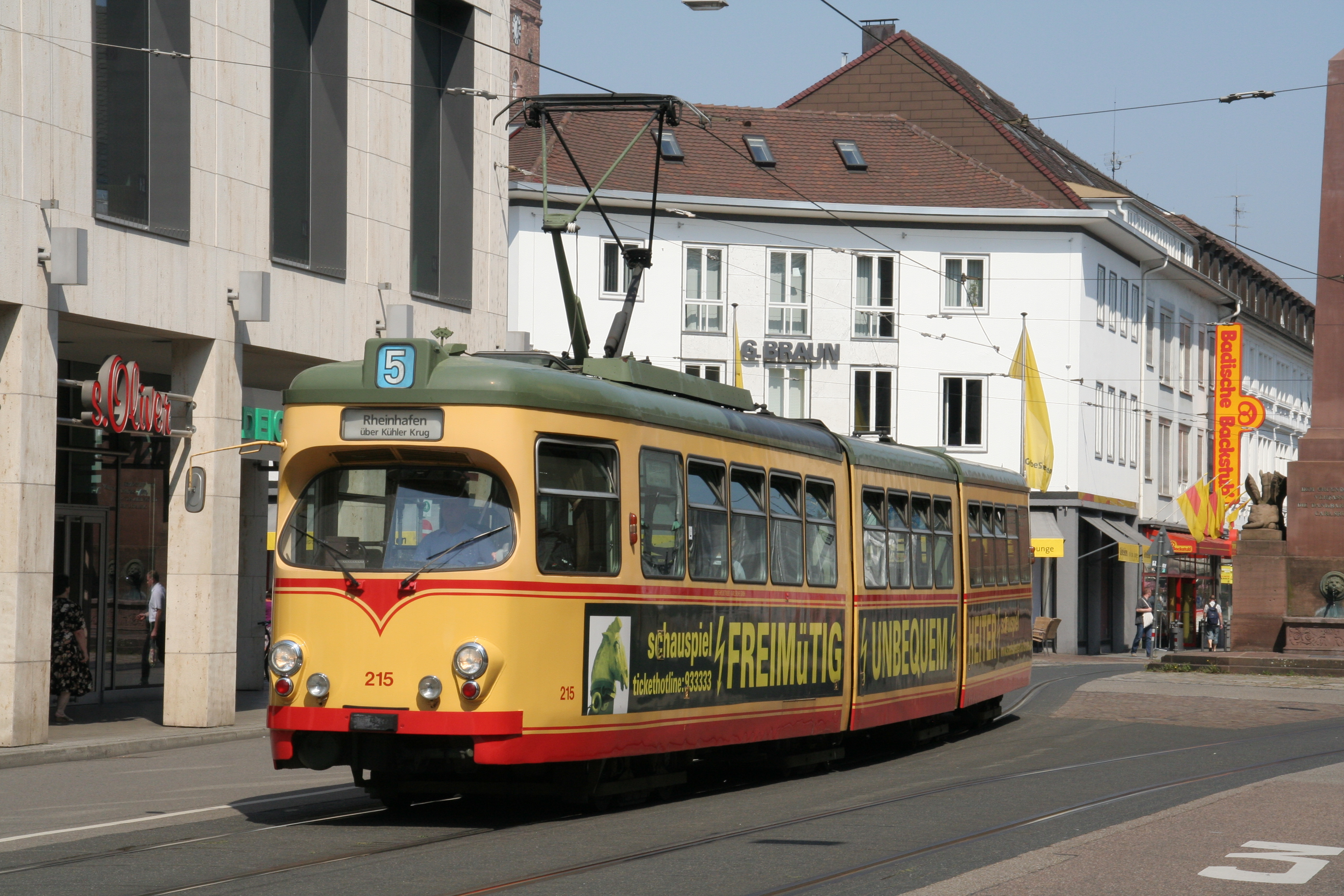
Karlsruhe: Düwag GT8 #215 na linii 5

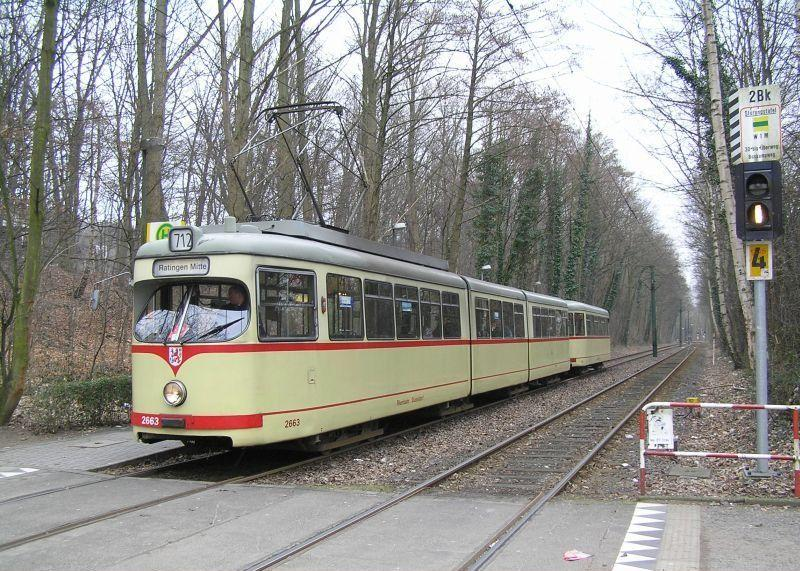
Düsseldorf: Düwag GT8+B4 #2663 na linii 712

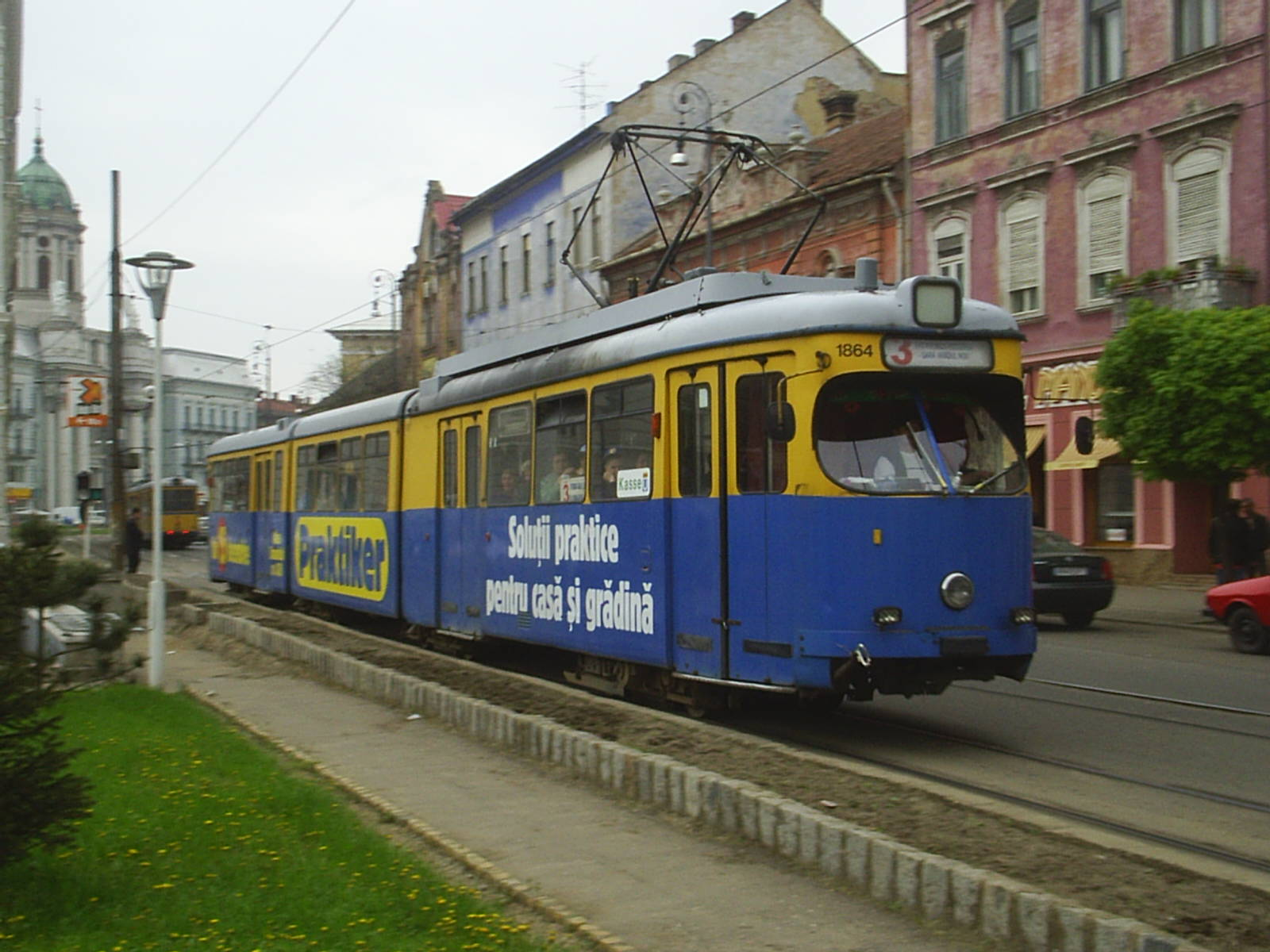
Düwag GT8 o numerze 1864 na linii 3 w Aradzie

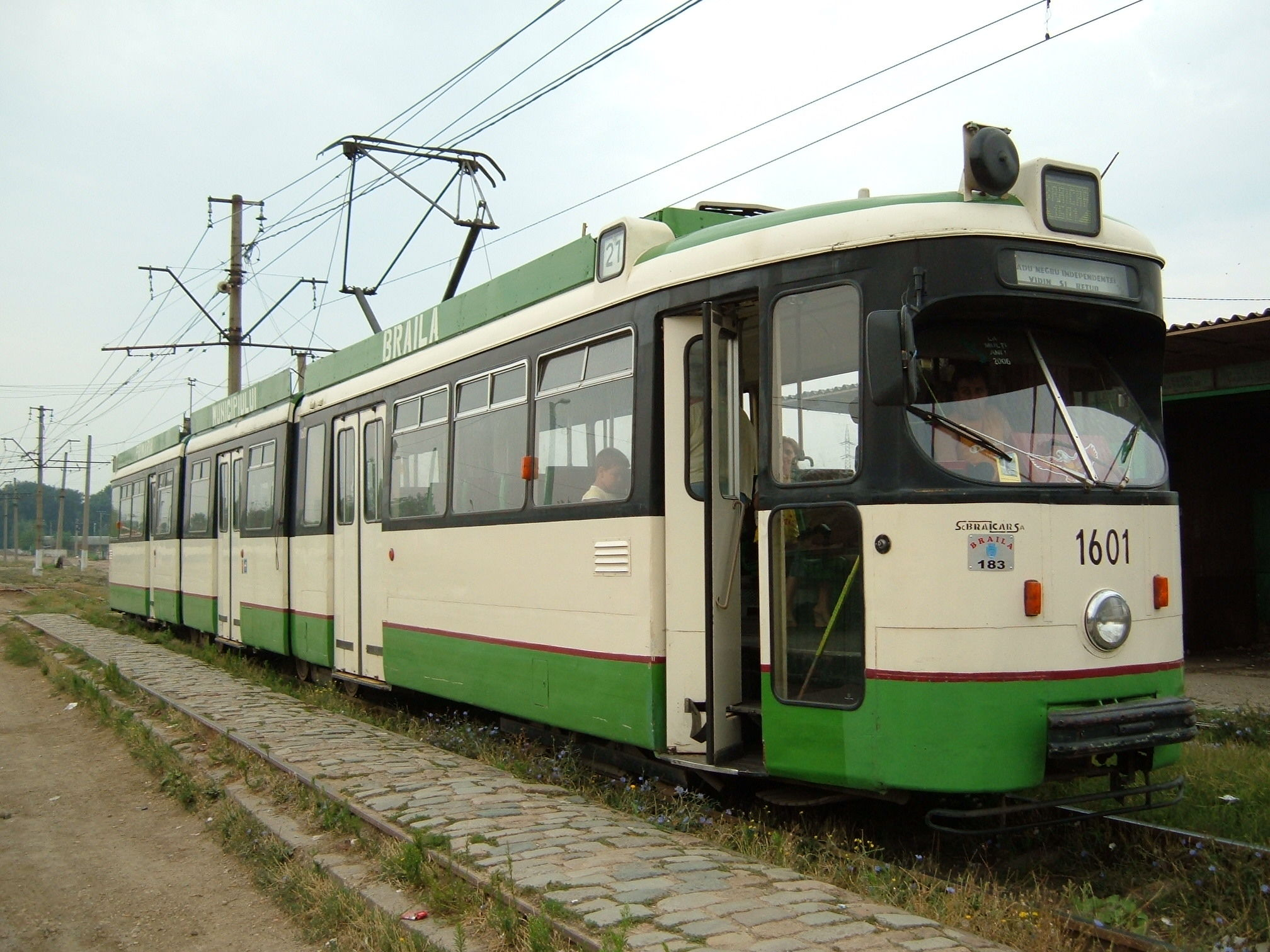
GT8 o numerze 1601 w Braile

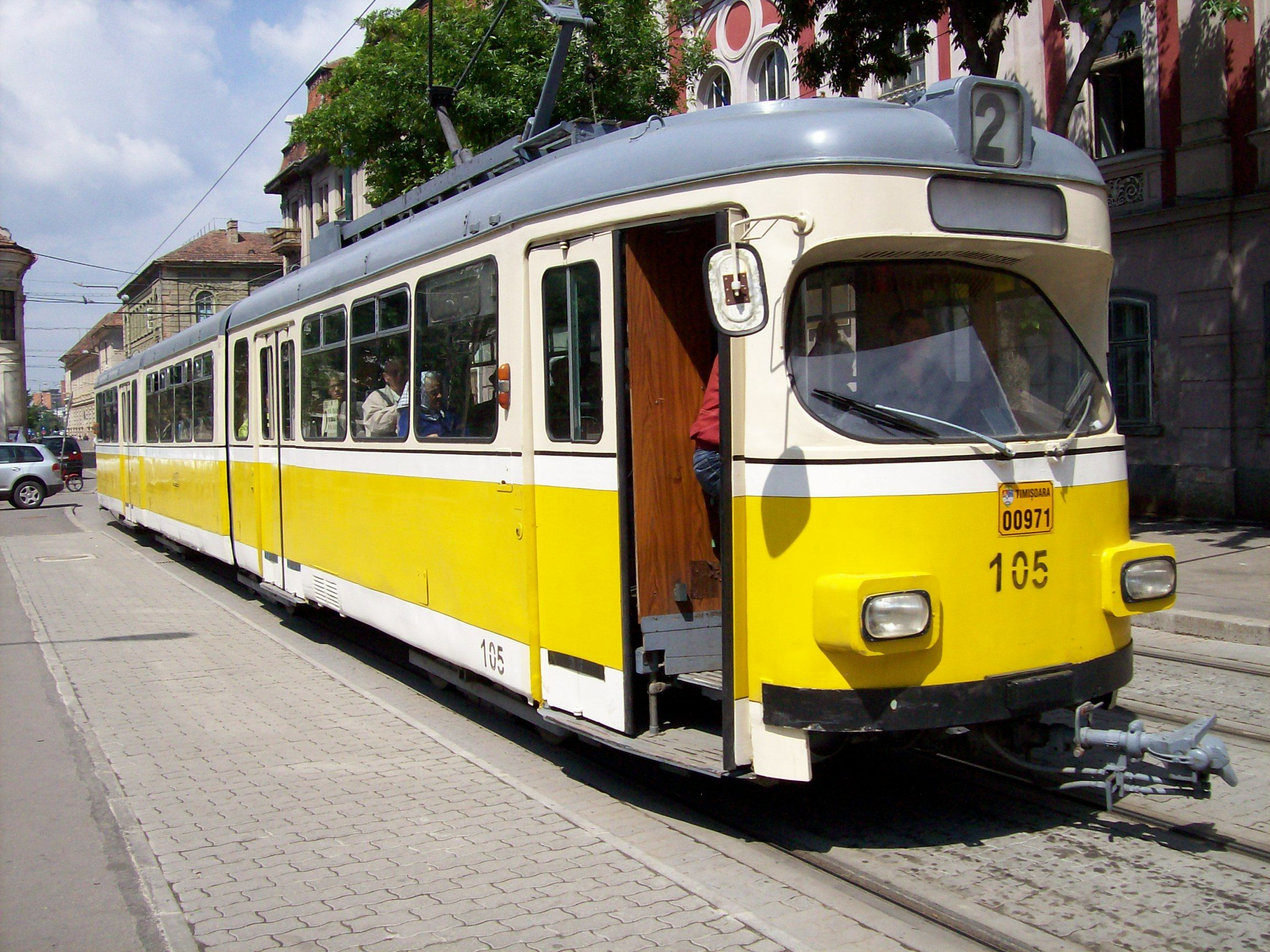
Temeszwarski GT8-EP #105 na linii 2 w 2007 roku

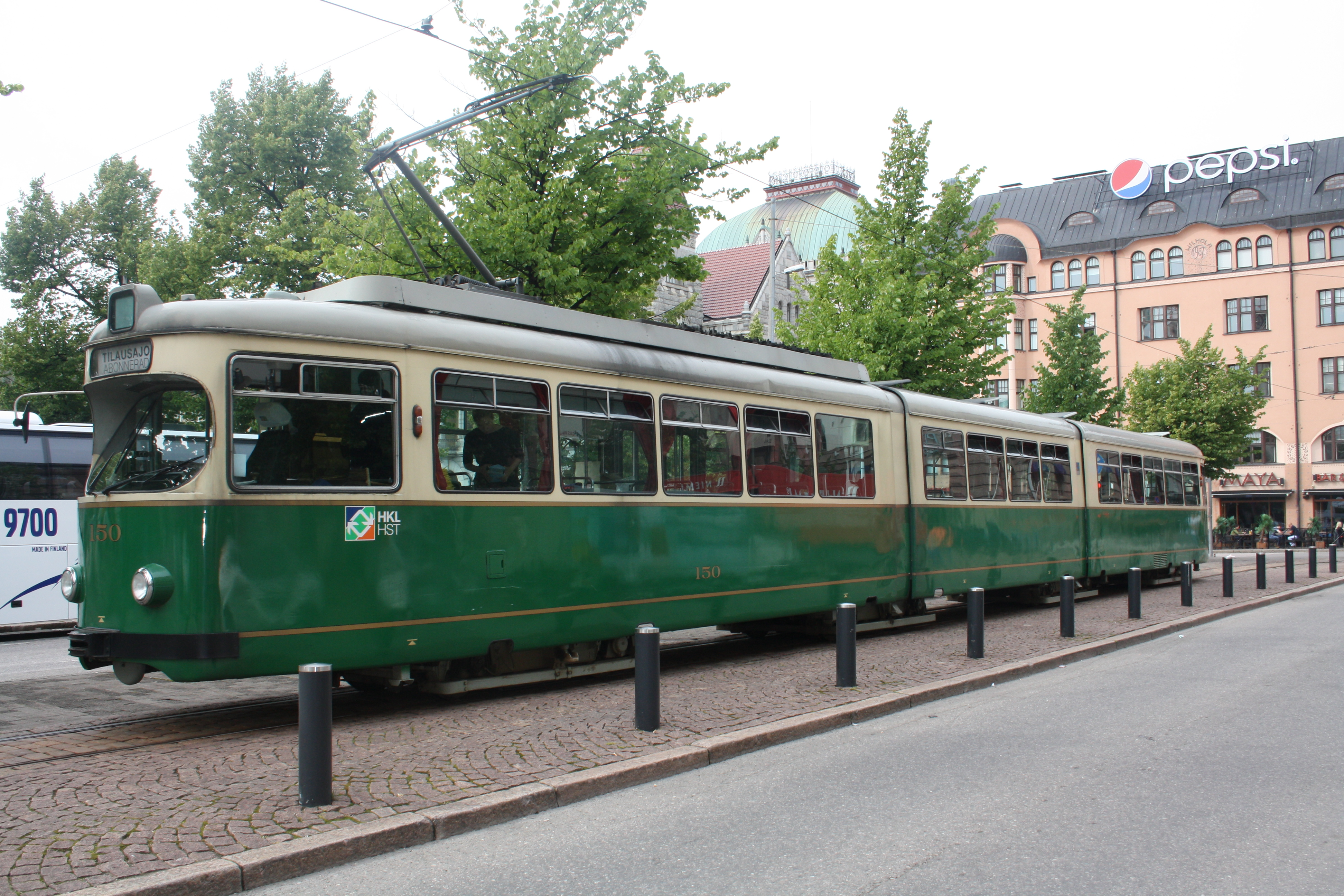
Düwag GT8 #150 w Helsinkach

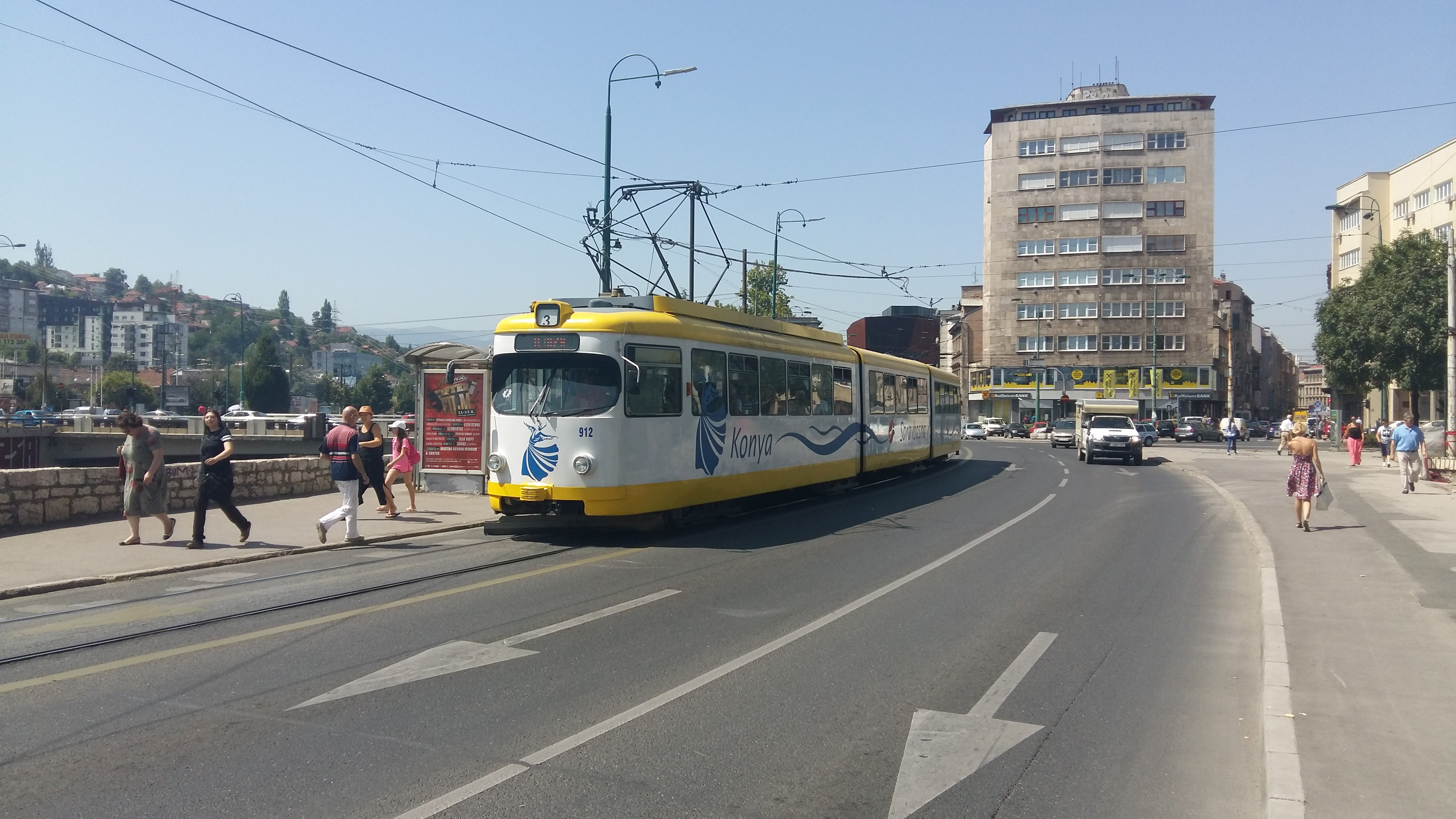
Düwag GT8 #912 w Sarajewie

| Wycofane z eksploatacji liniowej |                             |                             |               |              |
| Państwo                          | Miasto                      | Lata eksploatacji           | Modyfikacje   | Liczba, szt. |
| Austria                          | Graz                        | 1984–2015                   |               | 40           |
| Austria                          | Innsbruck                   | 1980–2009                   | GT8 GT8ZR     | 15           |
| Białoruś                         | Mińsk                       | 2002–2009                   | DWM GT8M      | 10           |
| Finlandia                        | Helsinki                    | 2004–2006                   | GT8           | 1            |
| Niemcy                           | Augsburg                    | 1976–2017                   | МАN/Düwag GT8 | 12           |
| Niemcy                           | Bielefeld                   | 1960–1994                   |               | 3            |
| Niemcy                           | Bonn                        | 1960–1995                   | GT8           | 15           |
| Niemcy                           | Dessau                      | 1992–2012                   |               | 14           |
| Niemcy                           | Dortmund                    | 1959–2001                   |               | 49           |
| Niemcy                           | Duisburg                    | 1966–1992                   | GT8           | 44           |
| Niemcy                           | Düsseldorf                  | 1956–2011                   | GT8 GT8Z      | 56           |
| Niemcy                           | Essen                       | 1960–1992                   | GT8           | 6            |
| Niemcy                           | Frankfurt nad Menem         | 1963–2004                   | GT8           | 30           |
| Niemcy                           | Heidelberg                  | 1960–2020                   | GT8           | 4            |
| Niemcy                           | Karlsruhe                   | 1968–2015                   | VBK GT8-D     | 27           |
| Niemcy                           | Kolonia                     | 1968–2006                   |               | 136          |
| Niemcy                           | Krefeld                     | 1964–2010                   | GT8           | 20           |
| Niemcy                           | Ludwigshafen                | 1967–2009                   | GT8           | 11           |
| Niemcy                           | Mannheim                    | 1963–2024                   |               | 36           |
| Niemcy                           | Moguncja                    | 1971–1988                   |               | 1            |
| Polska                           | Łódź                        | 2006–2015                   | GT8           | 1            |
| Polska                           | Łódź                        | 2009–2017                   | GT8ZR         | 4            |
| Polska                           | Poznań                      | 1996–2019                   | GT8           | 70           |
| Rumunia                          | Braiła                      | 2005–2023                   |               | 10           |
| Rumunia                          | Reșița                      | 2005–2011                   |               | 8            |
| Rumunia                          | Timișoara                   | 1995–2014                   |               | 11           |
| Służbowe                         |                             |                             |               |              |
| Państwo                          | Miasto                      | Lata eksploatacji służbowej | Modyfikacje   | Liczba, szt. |
| Austria                          | Graz                        | 1989–2013                   |               | 1            |
| Niemcy                           | Bielefeld                   | 1989–2021                   |               | 1            |
| Niemcy                           | Dessau                      | od 2004                     |               | 1            |
| Niemcy                           | Duisburg                    | od 1993                     |               | 1            |
| Niemcy                           | Karlsruhe                   | 2004–2011                   | GT8-EP        | 1            |
| Sprzedane                        |                             |                             |               |              |
| Miasto                           | Nowe miasto                 | Rok sprzedaży               | Rok sprzedaży | Liczba, szt. |
| Bielefeld                        | Würzburg                    | 1983                        | 1983          | 2            |
| Bielefeld                        | Innsbruck                   | 1980                        | 1980          | 9            |
| Bonn                             | Sofia                       | 1995                        | 1995          | 13           |
| Dessau                           | Norrköping                  | 1997                        | 1997          | 3            |
| Duisburg                         | Dessau                      | 1992                        | 1992          | 14           |
| Duisburg                         | Norrköping                  | 1995                        | 1995          | 10           |
| Duisburg                         | Essen                       | 1992                        | 1992          | 5            |
| Duisburg                         | Müllheim im Markgräflerland | ????                        | ????          | 1            |
| Dortmund                         | Reșița                      | 1996                        | 1996          | 21           |
| Dortmund                         | Karlsruhe                   | 1981                        | 1981          | 10           |
| Dortmund                         | Wuppertal                   | 1982                        | 1982          | 9            |
| Dortmund                         | Hiroszima                   | 1981                        | 1981          | 2            |
| Dortmund                         | Schwerte                    | 1995                        | 1995          | 1            |

### Mińsk

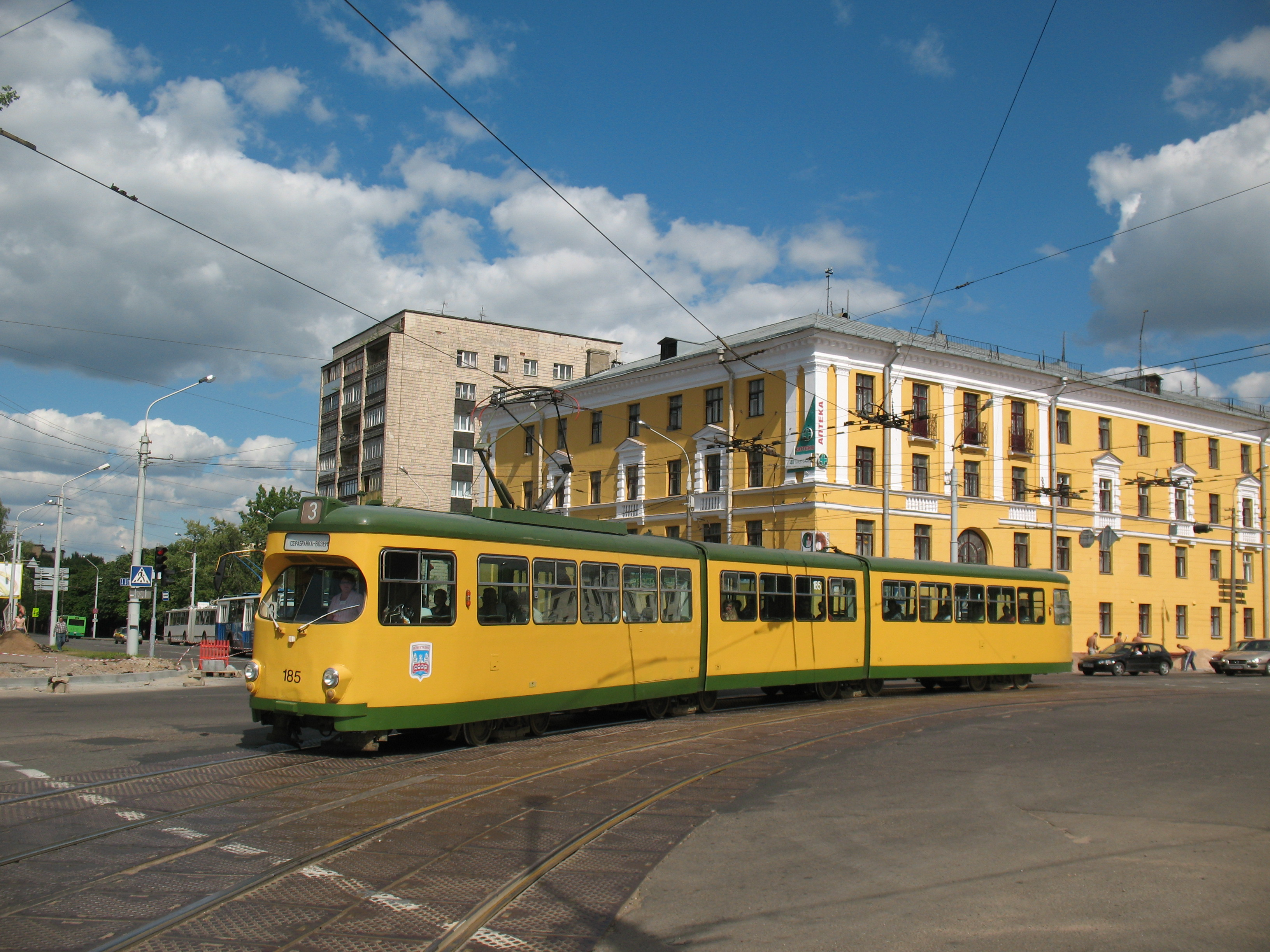
Mińsk: Düwag GT8 #185 na linii 3

W 2002 roku FMC Mińsktrans w Mińsku zamówiło 100 wagonów wycofywanych z Karlsruhe. Jednak później zrezygnowano z 90 wagonów i dostarczono tylko 10 sztuk. Wagony GT8 zastąpiono tramwajami własnej produkcji – firmy AKSM. Stan wagonów z Karlsruhe:
- № 178 (produkcja 1969, wycofany ze służby w grudniu 2007 r.);
- № 179 (produkcja 1969, wycofany w listopadzie 2009 r.);
- № 180 (produkcja 1969 roku, w listopadzie 2009 r. do muzeum);
- № 181 (produkcja 1969, wycofany w maju 2008);
- № 183 (produkcja 1969, wycofany ze służby w czerwcu 2008 r.);
- № 185 (produkcja 1969, wycofany ze służby w sierpniu 2009 r.);
- № 186 (produkcja 1969, wycofany w listopadzie 2009 r.);
- № 187 (produkcja 1969, wycofany ze służby w grudniu 2008 r.);
- № 190 (produkcja 1970, wycofany w listopadzie 2009 r.);
- № 192 (produkcja 1970, wycofany w listopadzie 2008).

### Helsinki
W 2004 roku przedsiębiorstwo w HKL jeden egzemplarz wycofany z Ludwigshafen, który dostarczono 30 maja 2004 roku. Był to jedyny w pełni wysokopodłogowy GT8 w Helsinkach. Tramwaj eksploatowano do lipca 2005 roku, po czym przeszedł do rezerwy, a następnie od 2006 roku przeszedł do obsługi połączeń helsinskich linii muzealnych zwanych czarterowymi.
Eksploatacja na liniach czarterowych odbywała się do początku 2023 roku, po których został odstawiony. Wóz sprzedano na złom na który został wywieziony 2 maja 2024, gdzie został zezłomowany.

### Grudziądz

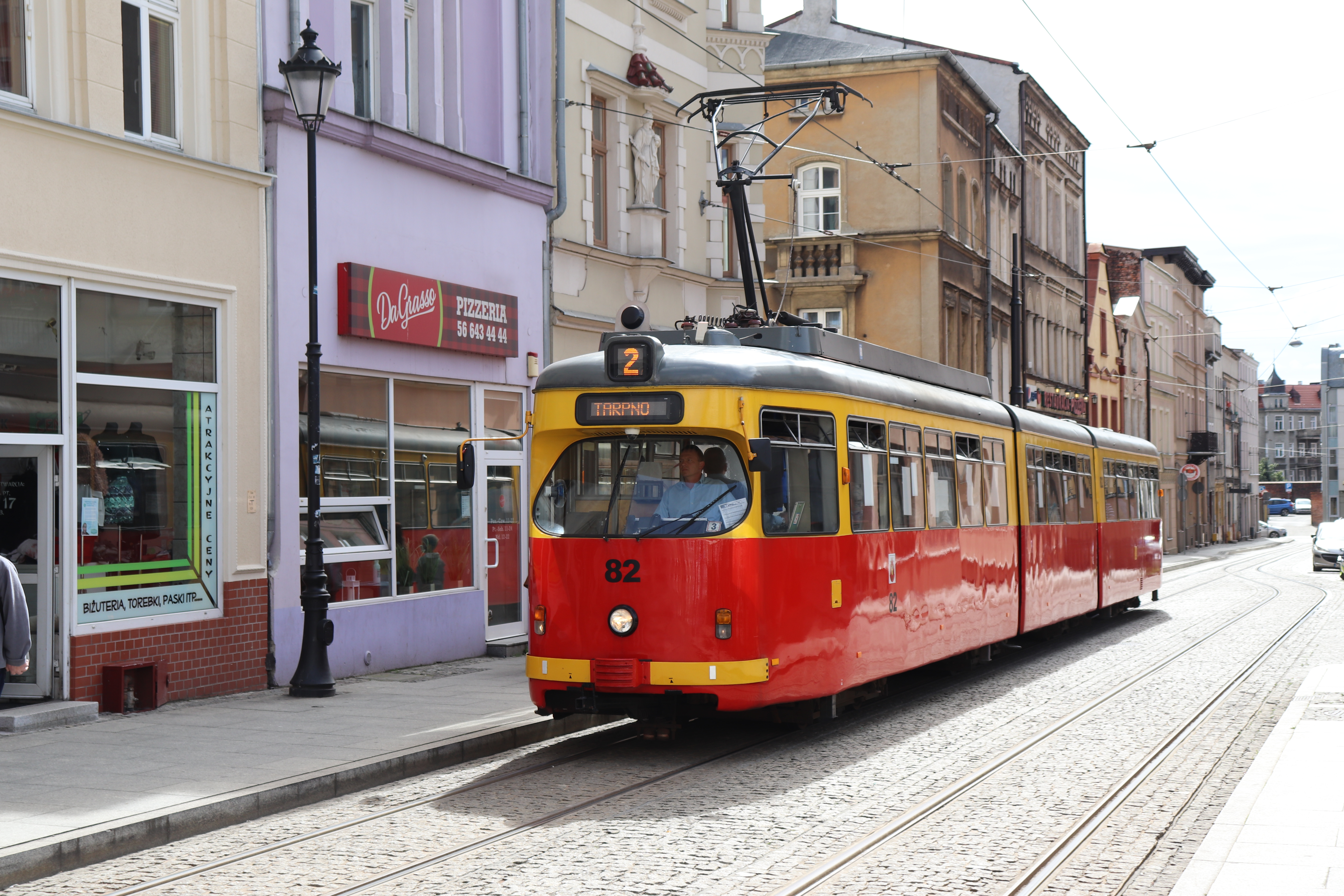
Grudziądz: Düwag GT8 #82 na linii 2

W styczniu 2010 zapadła decyzja o kupnie 10 wagonów Düwag GT8 z Krefeldu w celu zastąpienia wozów Düwag GT6, które zostały sprzedane do Łodzi. Od marca do września niemieckie wagony sukcesywnie uzupełniały grudziądzki tabor tramwajowy.
Do 2015 wszystkie wagony przeszły remont wraz z otrzymaniem miejskich barw oraz monitoringu, a w ramach „Modernizacji sieci tramwajowej w Grudziądzu” otrzymały również tablice kierunkowe oraz głosowe zapowiedzi przystanków.

### Łódź

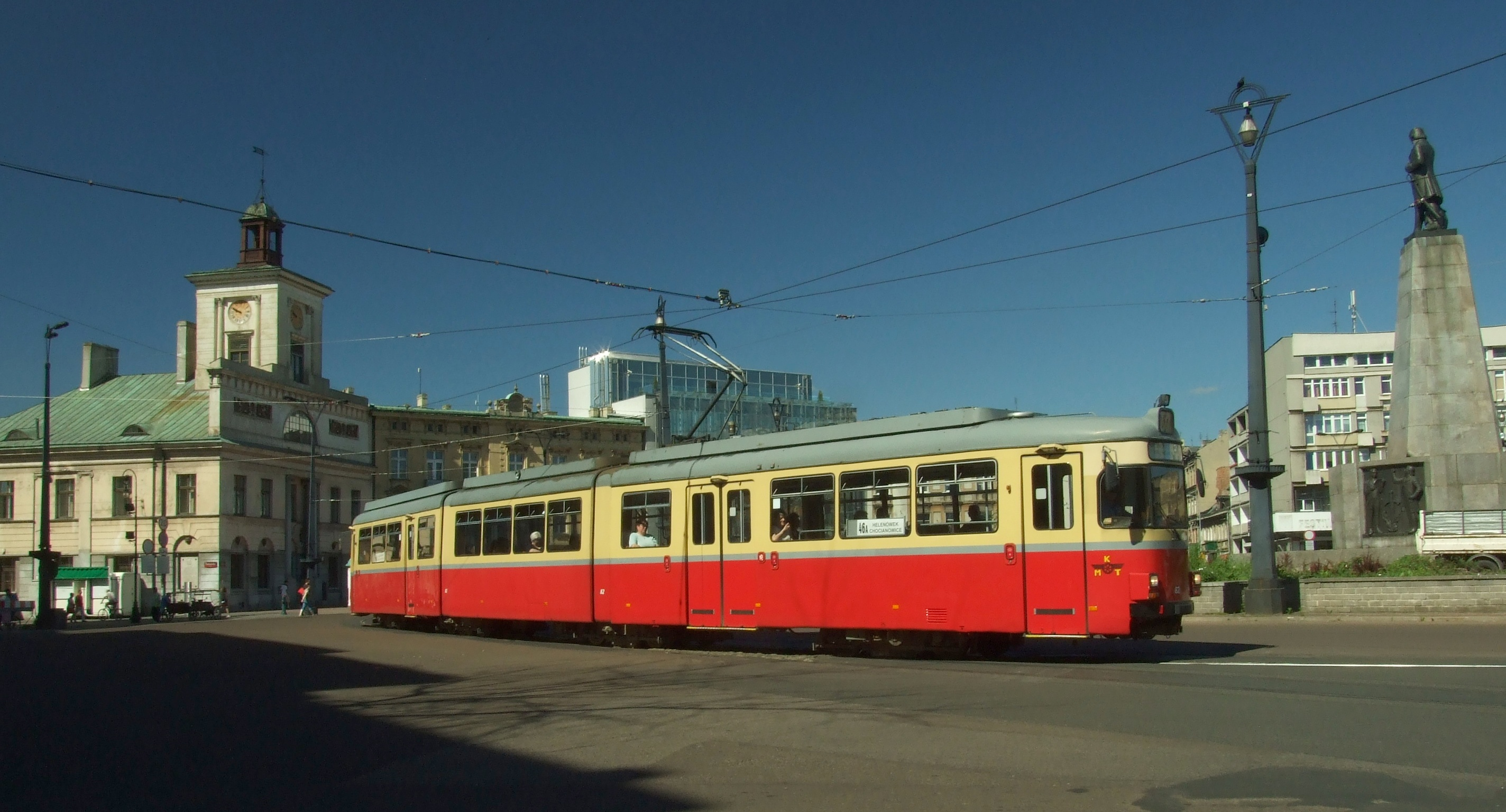
Łódzki GT8ZR na Placu Wolności

W latach 2006–2007 Międzygminna Komunikacja Tramwajowa sprowadziła do Łodzi wagony GT8 typu Freiburg wycofane z eksploatacji we Fryburgu Bryzgowijskim oraz GT8N z Mannheim. Wszystkie składy zostały skierowane do obsługi najdłuższej linii tramwajowej w Polsce – oznaczonej nr 46 z łódzkiej krańcówki IKEA przez Zgierz do Ozorkowa (34 km). Od października 2008 obsługiwały także linię 46A.
W połowie 2009 roku MKT sprowadziło dwa kolejne wagonów GT8:
- #149 – z VBL Ludwigshafen, od 24 czerwca 2009 w MKT;
- #52 – z IVB Innsbruck, od 26 czerwca 2009 w MKT.

W 2012 roku, w związku z przejęciem obsługi linii podmiejskich przez łódzkie MPK, przedsiębiorstwo odkupiło wszystkie wagony GT8N i jeden wagon na części (#149). Pozostałe wagony (#201, #202, #203, #204, #52) pocięto na złom. Wagon #149 został zezłomowany w 2015 roku.

### Poznań

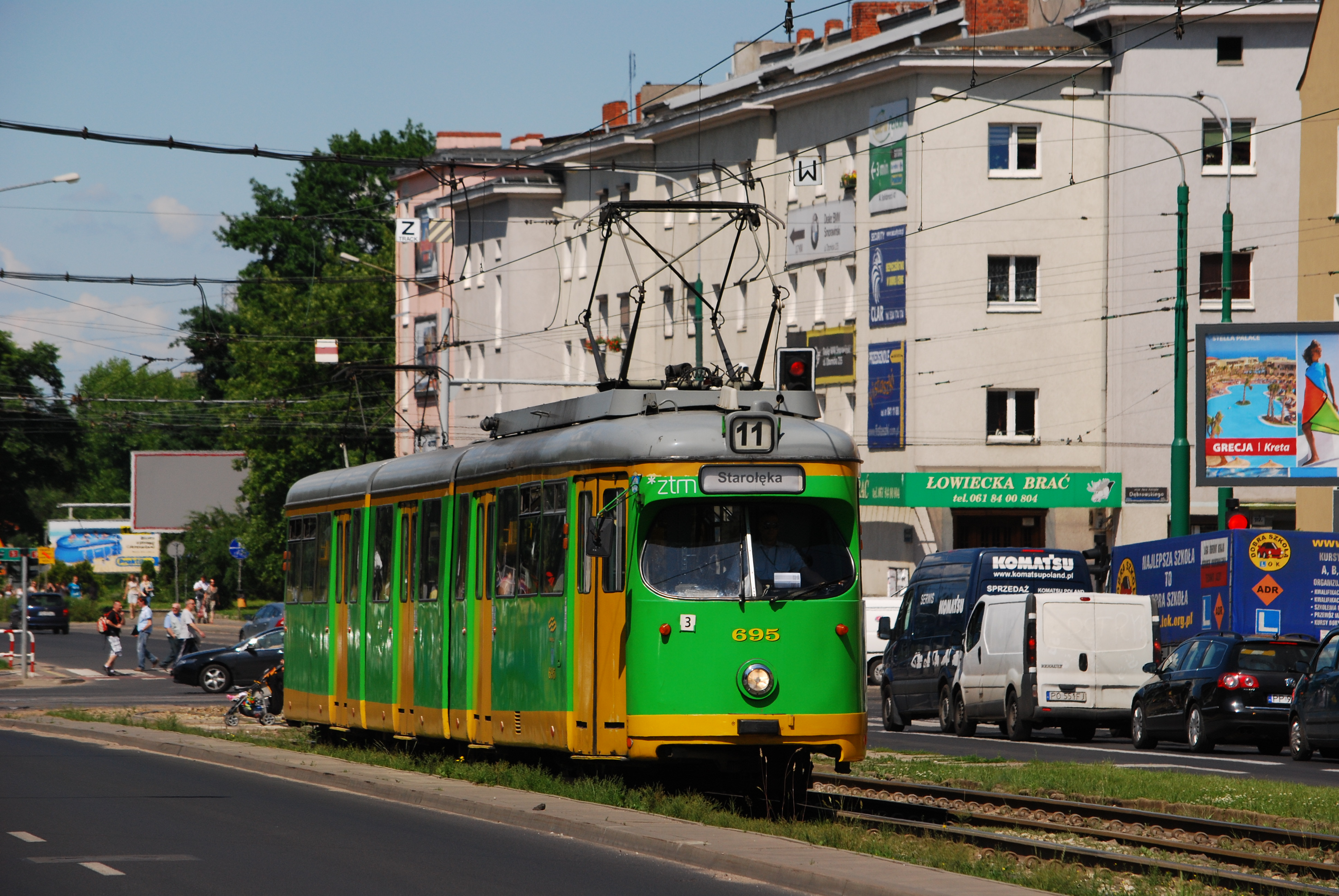
GT8 typ Düsseldorf w Poznaniu

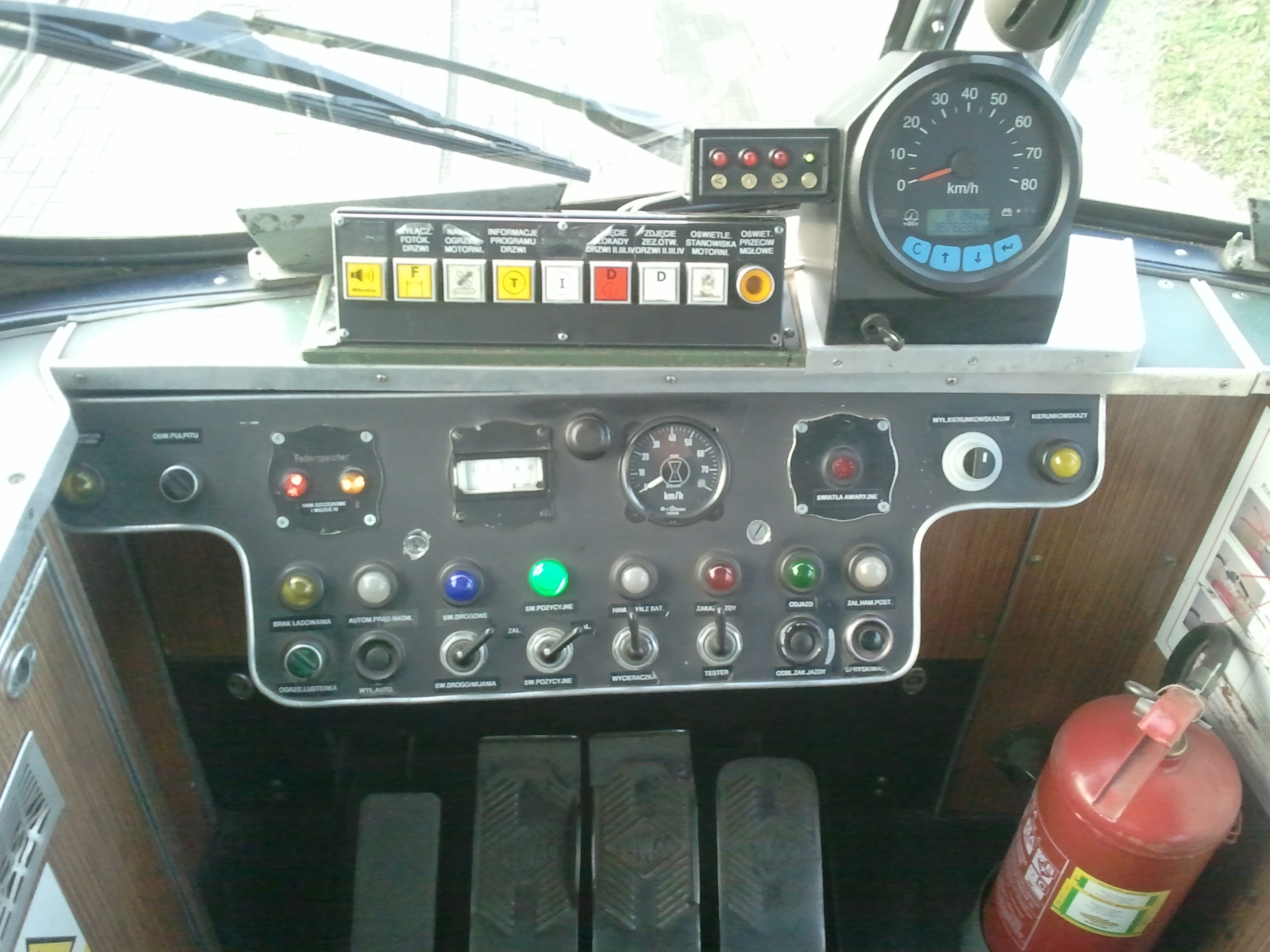
Pulpit wagonu #709

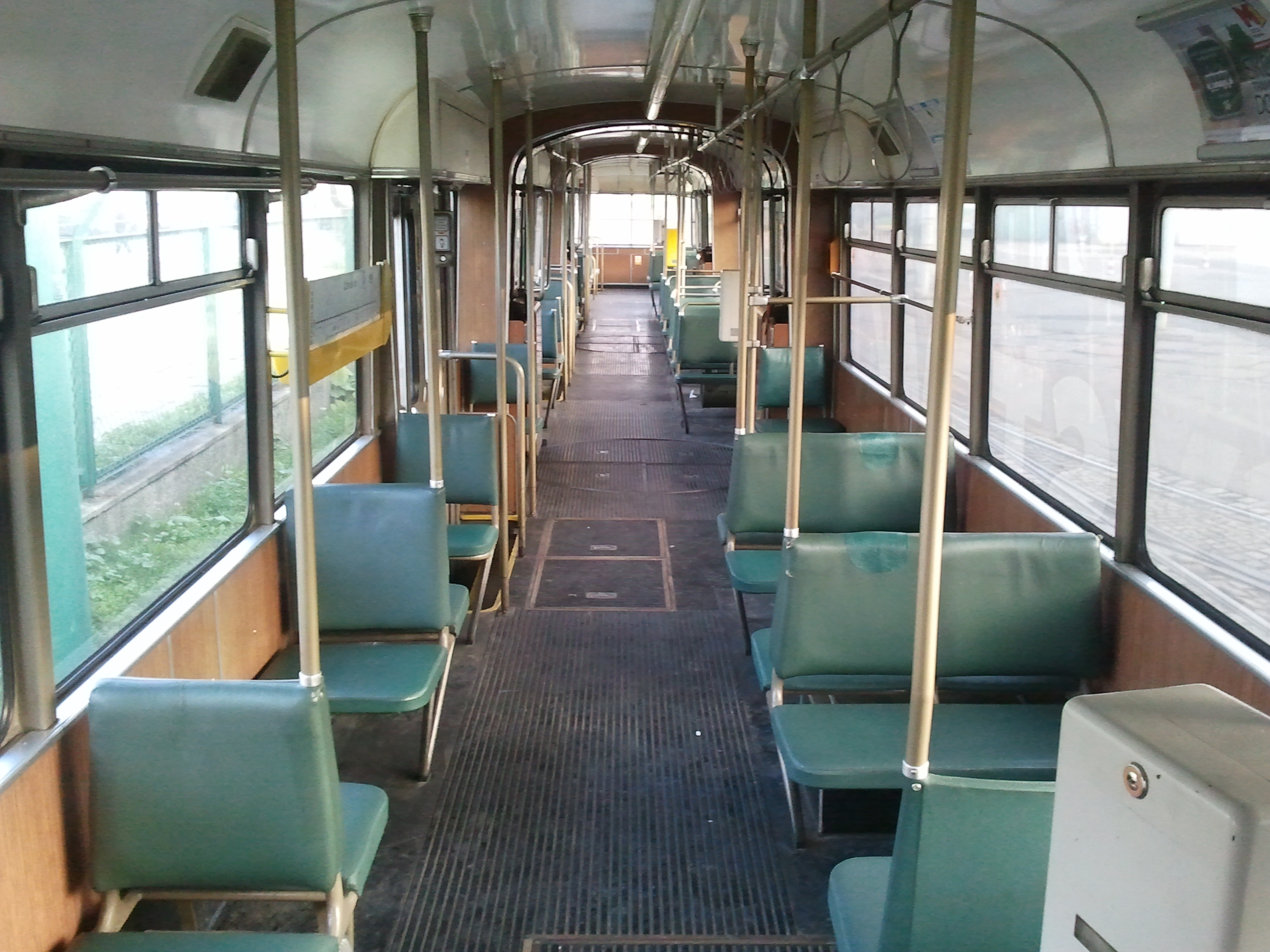
Wnętrze wagonu GT8 typ Düsseldorf w Poznaniu

W związku z planami kasacji wysłużonych wagonów 102Na w 1995 roku MPK Poznań zmuszone zostało do poszukiwania tanich i możliwe szybkich do sprowadzenia tramwajów. W latach 1996–2003 MPK Poznań zdecydowało się na zakup używanych wagonów Düwag GT8 z niemieckiego miasta Düsseldorf, które to ogłosiło chęć ich odsprzedaży w związku z zakupem nowych niskopodłogowych wagonów. Pierwszy dostarczony wagon otrzymał numer #650 ex. #2357 Rheinbahn Düsseldorf, jednak relatywnie najstarszym wagonem jest #662 ex. #2558 Rheinbahn Düsseldorf. W czasie pierwszej dostawy realizowanej w latach 1996–1999 dostarczono do Poznania 22 wagony. W 2000 roku w wyniku dalszej kasacji wagonów 102Na i chwilowego braku możliwości dostawy z Düsseldorfu MPK Poznań zdecydowało się na zakup 11 sztuk wagonów Düwag GT8 z innego niemieckiego miasta Frankfurtu nad Menem, wagony te różniły się od już sprowadzonych tym, iż posiadały dwa reflektory z przodu, kabina motorniczego nie posiadała osobnego wyjścia z pojazdu, a także tym, iż drzwi pojazdu nie zamykały się automatycznie. Dostawa 11 sztuk z Frankfurtu została zrealizowana w latach 2000–2002. W 2003 roku Rheinbahn Düsseldorf w związku z zakupem nowych niskopodłogowych wagonów Siemens NF8 zdecydowało się na odsprzedanie do Poznania kolejnych 10 sztuk wagonów GT8.
Do 14 grudnia 2014 roku, wszystkie wagony stacjonowały w zajezdni tramwajowej przy ulicy Madalińskiego, obecnie wszystkie tramwaje stacjonują w zajezdni tramwajowej przy ulicy Folwarcznej. Tramwaje obsługują linie (stan na pierwszą połowę 2015r.) 2, 3, 4, 7, 8, 9, 10, 11, 17, 18 i nocną 201. Do obsługi linii nocnej przebudowane zostały wagony GT8 o numerach 656, 657, 668, 669, 670, 671, 713 oraz GT8ZR 905 i 906. Rezerwowo na linii nocnej służyły również wozy 651 oraz 655, z czasem do rezerwy dołączyły wozy 651 i 656. Wagony nocne liniowe wyposażone zostały w monitoring, radio, ''pancerną'' zabudowę kabiny motorniczego z klapką w drzwiach umożliwiającą sprzedaż biletów oraz wymieniono siedzenia na wandaloodporne. Wagony rezerwowe zostały wyposażone tylko w radio, natomiast wagony GT8ZR posiadają jedynie przerobioną zabudowę kabiny (dodano klapkę w drzwiach umożliwiającą sprzedaż biletów). Mimo podeszłego wieku bardzo rzadko ulegają awariom.
Poznańskie MPK w kwietniu 2010 roku podpisało kolejną umowę z düsseldorfskim przedsiębiorstwem na zakup 21 wagonów GT8 które pozostały na wyposażeniu Rheinbahn Düsseldorf, a w wyniku zakupu nowych wagonów Siemens NF8U przestały być już potrzebne tamtejszemu przedsiębiorstwu. Dostarczone pojazdy otrzymały numerację z zakresu 693–713 i różnią się minimalnie od już posiadanych, gdyż w Düsseldorfie przeszły one naprawę główną w czasie której zlikwidowano ręczny hamulec postojowy zastępując go elektrycznym, a także nieznacznie przebudowano układ selenoidów odpowiadających za hamowanie. W Poznaniu wagony zostały także dodatkowo wyposażone w czuwak, światła przeciwmgłowe tylne i nowe w pełni zabudowane kabiny motorniczego. Wprowadzenie dodatkowych „helmutów” do ruchu pozwoliło na kasację wysłużonych wagonów typu Düwag GT6 i Beijnes 3G, z których pozostawiono po jednym egzemplarzu dla celów historycznych. W lipcu 2012 roku ogłoszono, że 12 najstarszych GT8 zostanie skasowanych. 9 lutego 2017 r. zakończona została historia tramwajów GT8 typu N z Frankfurtu nad Menem.
W listopadzie 2019 roku odbyło się uroczyste pożegnanie GT8. Przewidziano zachowanie jednego egzemplarza – wozu o numerze 702 jako historycznego, jednakże zdecydowano się zachować jeszcze jeden egzemplarz – numer 707 z barwami MPK Poznań. 10 listopada 2019 roku ostatnie wagony będące na stanie przedsiębiorstwa (697, 699, 703, 707, 708, 711, 712) razem z wozami historycznymi uczestniczyły w pożegnalnym przejeździe ulicami Poznania. Po oficjalnym pożegnaniu wagony o numerach 697 i 702 kursowały jeszcze do 18 listopada.
W roku 2020 wagony 697 i 711 zostały sprzedane z powrotem do Niemiec.
Obecny zakres numeracji wagonów GT8 uwzględniający już skasowane wagony (stan na 9 maja 2023 r.):
| GT8 typ Düsseldorf | GT8 typ Düsseldorf   | GT8 typ Düsseldorf  | GT8 typ Düsseldorf    | GT8 typ Düsseldorf | GT8 typ Düsseldorf | GT8 typ Düsseldorf       | GT8 typ Düsseldorf       | GT8 typ Düsseldorf                                                        | GT8 typ Düsseldorf                                                                                                 |
| Numer w Poznaniu   | Numer w Düsseldorfie | Osprzęt elektryczny | Liczba i moc silników | Ilość drzwi        | Rok produkcji      | Rozpoczęcie eksploatacji | Zakończenie eksploatacji | Macierzysta zajezdnia                                                     | Uwagi |
| ------------------ | -------------------- | ------------------- | --------------------- | ------------------ | ------------------ | ------------------------ | ------------------------ | ------------------------------------------------------------------------- | --- |
| 650                | 2357                 | AEG                 | 2 x 100 kW            | 4                  | 1959               | 1996.12.13               | 2012.12.18               | WS-2 Gajowa do 28.12.2010, WS-2 Madalińskiego                             | |
| 651                | 2355                 | AEG                 | 2 x 100 kW            | 4                  | 1959               | 1996.12.11               | 2010.11.10               | WS-2 Gajowa                                                               | wagon przystosowany do obsługi linii nocnej, po wypadku                                                            |
| 652                | 2456                 | Kiepe               | 2 x 100 kW            | 4                  | 1959               | 1996.12.17               | 2013.08.07               | WS-2 Gajowa do 28.12.2010, WS-2 Madalińskiego                             | |
| 653                | 2358                 | AEG                 | 2 x 100 kW            | 4                  | 1959               | 1996.12.19               | 2008.08.19               | WS-2 Gajowa                                                               | po wypadku |
| 654                | 2455                 | Kiepe               | 2 x 100 kW            | 4                  | 1959               | 1996.12.06               | 2013.11.28               | WS-2 Gajowa do 28.12.2010, WS-2 Madalińskiego                             | |
| 655                | 2454                 | Kiepe               | 2 x 100 kW            | 4                  | 1958               | 1997.04.22               | 2013.12.24               | WS-2 Gajowa do 28.12.2010, WS-2 Madalińskiego                             | wagon przystosowany do obsługi linii nocnej, obecnie służy jako kawiarnia                                          |
| 656                | 2499                 | Kiepe               | 2 x 115 kW            | 4                  | 1961               | 1997.04.24               | 2016.06.30               | WS-2 Gajowa do 28.12.2010, WS-2 Madalińskiego do 14.12.2014, WS-2 Franowo | wagon z przedziałem barowym do 1976 roku, wagon przystosowany do obsługi linii nocnej                              |
| 657                | 2556                 | SSW                 | 2 x 95 kW             | 4                  | 1959               | 1997.11.28               | 2011.07.20               | WS-2 Gajowa do 28.12.2010, WS-2 Madalińskiego                             | wagon przystosowany do obsługi linii nocnej                                                                        |
| 658                | 2551                 | SSW                 | 2 x 95 kW             | 4                  | 1958               | 1997.12.13               | 2002.11.06               | WS-2 Madalińskiego                                                        | wagon GT6 #2551 do 1969 roku, po wypadku                                                                           |
| 659                | 2851                 | Kiepe               | 2 x 100 kW            | 5                  | 1961               | 1998.02.04               | 2017.04.27               | WS-2 Madalińskiego do 14.12.2014, epizodycznie WS-2 Gajowa, WS-2 Franowo  | wagon GT6 #2421 do 1976/77 roku                                                                                    |
| 660                | 2857                 | Kiepe               | 2 x 100 kW            | 5                  | 1961               | 1998.02.06               | 2002.03.15               | WS-2 Madalińskiego                                                        | wagon GT6 #2427 do 1976/77 roku, po wypadku                                                                        |
| 661                | 2553                 | SSW                 | 2 x 95 kW             | 4                  | 1958               | 1998.02.11               | 2011.08.03               | WS-2 Madalińskiego do 14.12.2014, epizodycznie WS-2 Gajowa                | |
| 662                | 2558                 | SSW                 | 2 x 95 kW             | 4                  | 1959               | 1998.08.26               | 2016.12.12               | WS-2 Madalińskiego do 14.12.2014, epizodycznie WS-2 Gajowa, WS-2 Franowo  | |
| 663                | 2863                 | Kiepe               | 2 x 100 kW            | 5                  | 1961               | 1998.08.28               | 2011.09.15               | WS-2 Madalińskiego                                                        | wagon GT6 #2436 do 1976/77 roku, po wypadku                                                                        |
| 664                | 2865                 | Kiepe               | 2 x 100 kW            | 5                  | 1961               | 1998.09.02               | 2016.10.06               | WS-2 Madalińskiego do 14.12.2014, WS-2 Franowo                            | wagon GT6 #2438 do 1976/77 roku, po wypadku                                                                        |
| 665                | 2867                 | Kiepe               | 2 x 100 kW            | 5                  | 1961               | 1998.09.04               | 2003.11.06               | WS-2 Madalińskiego                                                        | wagon GT6 #2440 do 1976/77 roku, po wypadku                                                                        |
| 666                | 2856                 | Kiepe               | 2 x 100 kW            | 5                  | 1961               | 1998.10.22               | 2015.02.25               | WS-2 Madalińskiego do 14.12.2014, WS-2 Franowo                            | wagon GT6 #2426 do 1976/77 roku, obecnie służy jako obiekt ćwiczebny na poligonie strażackim w Luboniu, po wypadku |
| 667                | 2861                 | Kiepe               | 2 x 100 kW            | 5                  | 1961               | 1999.02.19               | 2011.11.07               | WS-2 Madalińskiego                                                        | wagon GT6 #2434 do 1976/77 roku                                                                                    |
| 668                | 2855                 | Kiepe               | 2 x 100 kW            | 5                  | 1961               | 1999.03.25               | 2019.02.05               | WS-2 Gajowa do 28.12.2010, WS-2 Madalińskiego do 14.12.2014, WS-2 Franowo | wagon GT6 #2425 do 1976/77 roku, wagon przystosowany do obsługi linii nocnej                                       |
| 669                | 2862                 | Kiepe               | 2 x 100 kW            | 5                  | 1961               | 1999.04.01               | 2019.02.07               | WS-2 Gajowa do 28.12.2010, WS-2 Madalińskiego do 14.12.2014, WS-2 Franowo | wagon GT6 #2435 do 1976/77 roku, wagon przystosowany do obsługi linii nocnej                                       |
| 670                | 2852                 | Kiepe               | 2 x 100 kW            | 5                  | 1961               | 1999.08.19               | 2019.04.01               | WS-2 Gajowa do 28.12.2010, WS-2 Madalińskiego do 14.12.2014, WS-2 Franowo | wagon GT6 #2422 do 1976/77 roku, wagon przystosowany do obsługi linii nocnej                                       |
| 671                | 2860                 | Kiepe               | 2 x 100 kW            | 5                  | 1961               | 1999.10.27               | 2017.04.27               | WS-2 Gajowa do 28.12.2010, WS-2 Madalińskiego do 14.12.2014, WS-2 Franowo | wagon GT6 #2430 do 1976/77 roku, wagon przystosowany do obsługi linii nocnej                                       |
| 683                | 2859                 | Kiepe               | 2 x 100 kW            | 5                  | 1961               | 2003.05.22               | 2019.17.05               | WS-2 Madalińskiego do 14.12.2014, WS-2 Franowo                            | wagon GT6 #2429 do 1976/77 roku                                                                                    |
| 684                | 2864                 | Kiepe               | 2 x 100 kW            | 5                  | 1961               | 2003.05.27               | 2016.06.30               | WS-2 Madalińskiego do 14.12.2014, WS-2 Franowo                            | wagon GT6 #2437 do 1976/77 roku, po wypadku                                                                        |
| 685                | 2757                 | Kiepe               | 2 x 100 kW            | 5                  | 1965               | 2003.05.29               | 2019.04.01               | WS-2 Madalińskiego do 14.12.2014, WS-2 Franowo                            | wagon GT6 #2607 do 1973 roku                                                                                       |
| 686                | 2763                 | Kiepe               | 2 x 100 kW            | 5                  | 1965               | 2003.06.04               | 2011.10.05               | WS-2 Madalińskiego                                                        | wagon GT6 #2613 do 1973 roku, po wypadku                                                                           |
| 687                | 2751                 | Kiepe               | 2 x 100 kW            | 5                  | 1965               | 2003.06.25               | 2019.06.04               | WS-2 Madalińskiego do 14.12.2014, WS-2 Franowo                            | wagon GT6 #2601 do 1973 roku                                                                                       |
| 688                | 2752                 | Kiepe               | 2 x 100 kW            | 5                  | 1965               | 2003.07.09               | 2019.16.05               | WS-2 Madalińskiego do 14.12.2014, WS-2 Franowo                            | wagon GT6 #2602 do 1973 roku                                                                                       |
| 689                | 2760                 | Kiepe               | 2 x 100 kW            | 5                  | 1965               | 2003.08.20               | 2019.06.05               | WS-2 Madalińskiego do 14.12.2014, WS-2 Franowo                            | wagon GT6 #2610 do 1973 roku, obecnie służy jako obiekt ćwiczebny na poligonie strażackim w Luboniu                |
| 690                | 2755                 | Kiepe               | 2 x 100 kW            | 5                  | 1965               | 2003.08.27               | 2019.03.05               | WS-2 Madalińskiego do 14.12.2014, WS-2 Franowo                            | wagon GT6 #2605 do 1973 roku                                                                                       |
| 691                | 2762                 | Kiepe               | 2 x 100 kW            | 5                  | 1965               | 2003.09.03               | 2019.04.27               | WS-2 Madalińskiego do 14.12.2014, WS-2 Franowo                            | wagon GT6 #2612 do 1973 roku                                                                                       |
| 692                | 2759                 | Kiepe               | 2 x 100 kW            | 5                  | 1965               | 2003.09.17               | 2019.05.05               | WS-2 Madalińskiego do 14.12.2014, WS-2 Franowo                            | wagon GT6 #2609 do 1973 roku                                                                                       |
| 693                | 2966                 | Kiepe               | 2 x 110 kW            | 5                  | 1964               | 2010.05.29               | 2019.17.05               | WS-2 Madalińskiego do 14.12.2014, WS-2 Franowo                            | wagon GT6 #41 SWN Neuss do 1971 roku, wagon GT6 #2621 do 1974 roku, wagon GT8 #2766 do 1982 roku                   |
| 694                | 2964                 | Kiepe               | 2 x 100 kW            | 5                  | 1965               | 2010.06.03               | 2019.07.03               | WS-2 Madalińskiego do 14.12.2014, WS-2 Franowo                            | wagon GT6 #2614 do 1973 roku, wagon GT8 #2764 do 1982 roku                                                         |
| 695                | 2655                 | Kiepe               | 2 x 110 kW            | 5                  | 1969               | 2010.06.17               | 2019.07.03               | WS-2 Madalińskiego do 14.12.2014, WS-2 Franowo                            | |
| 696                | 2667                 | Kiepe               | 2 x 110 kW            | 5                  | 1969               | 2010.07.22               | 2019.07.04               | WS-2 Madalińskiego do 14.12.2014, WS-2 Franowo                            | |
| 697                | 2968                 | Kiepe               | 2 x 110 kW            | 5                  | 1964               | 2010.08.27               | 2019.11.18               | WS-2 Madalińskiego do 14.12.2014, WS-2 Franowo                            | wagon GT6 #43 SWN Neuss do 1971 roku, wagon GT6 #2623 do 1974 roku, wagon GT8 #2768 do 1982 roku                   |
| 698                | 2967                 | Kiepe               | 2 x 110 kW            | 5                  | 1964               | 2010.09.12               | 2019.06.06               | WS-2 Madalińskiego do 14.12.2014, WS-2 Franowo                            | wagon GT6 #42 SWN Neuss do 1971 roku, wagon GT6 #2622 do 1974 roku, wagon GT8 #2767 do 1982 roku                   |
| 699                | 2658                 | Kiepe               | 2 x 110 kW            | 5                  | 1969               | 2010.09.23               |                          | WS-2 Madalińskiego do 14.12.2014, WS-2 Franowo                            | Wagon przerobiony na holownik, zmiana numeru na #2699                                                              |
| 700                | 2659                 | Kiepe               | 2 x 110 kW            | 5                  | 1969               | 2010.09.24               | 2016.03.16               | WS-2 Madalińskiego do 14.12.2014, WS-2 Franowo                            | po wypadku |
| 701                | 2657                 | Kiepe               | 2 x 110 kW            | 5                  | 1969               | 2010.10.16               | 2019.11.09               | WS-2 Madalińskiego do 14.12.2014, WS-2 Franowo                            | |
| 702                | 2661                 | Kiepe               | 2 x 110 kW            | 5                  | 1969               | 2010.10.20               |                          | WS-2 Madalińskiego do 14.12.2014, WS-2 Franowo                            | Wagon Zabytkowy |
| 703                | 2671                 | Kiepe               | 2 x 110 kW            | 5                  | 1969               | 2010.11.05               |                          | WS-2 Madalińskiego do 14.12.2014, WS-2 Franowo                            | Wagon przerobiony na holownik                                                                                      |
| 704                | 2653                 | Kiepe               | 2 x 110 kW            | 5                  | 1968               | 2010.12.17               | 2019.09.10               | WS-2 Madalińskiego do 14.12.2014, WS-2 Franowo                            | |
| 705                | 2666                 | Kiepe               | 2 x 110 kW            | 5                  | 1969               | 2010.12.18               | 2019.10.11               | WS-2 Madalińskiego do 14.12.2014, WS-2 Franowo                            | |
| 706                | 2651                 | Kiepe               | 2 x 110 kW            | 5                  | 1968               | 2011.03.17               | 2019.09.13               | WS-2 Madalińskiego do 14.12.2014, WS-2 Franowo                            | |
| 707                | 2654                 | Kiepe               | 2 x 110 kW            | 5                  | 1969               | 2011.05.14               |                          | WS-2 Madalińskiego do 14.12.2014, WS-2 Franowo                            | Wagon Zabytkowy |
| 708                | 2660                 | Kiepe               | 2 x 110 kW            | 5                  | 1969               | 2011.04.29               | 2019.11.10               | WS-2 Madalińskiego do 14.12.2014, WS-2 Franowo                            | |
| 709                | 2665                 | Kiepe               | 2 x 110 kW            | 5                  | 1969               | 2011.06.01               | 2019.09.27               | WS-2 Madalińskiego do 14.12.2014, WS-2 Franowo                            | |
| 710                | 2672                 | Kiepe               | 2 x 110 kW            | 5                  | 1969               | 2011.06.11               | 2018.04.25               | WS-2 Madalińskiego do 14.12.2014, WS-2 Franowo                            | po wypadku |
| 711                | 2664                 | Kiepe               | 2 x 110 kW            | 5                  | 1969               | 2011.06.30               | 2019.11.05               | WS-2 Madalińskiego do 14.12.2014, WS-2 Franowo                            | |
| 712                | 2669                 | Kiepe               | 2 x 110 kW            | 5                  | 1969               | 2011.07.15               | 2019.11.05               | WS-2 Madalińskiego do 14.12.2014, WS-2 Franowo                            | |
| 713                | 2662                 | Kiepe               | 2 x 110 kW            | 5                  | 1969               | 2011.07.29               | 2019.02.23               | WS-2 Madalińskiego do 14.12.2014, WS-2 Franowo                            | wagon przystosowany do obsługi linii nocnej                                                                        |

| GT8 typ N (Frankfurt nad Menem) | GT8 typ N (Frankfurt nad Menem) | GT8 typ N (Frankfurt nad Menem) | GT8 typ N (Frankfurt nad Menem) | GT8 typ N (Frankfurt nad Menem) | GT8 typ N (Frankfurt nad Menem) | GT8 typ N (Frankfurt nad Menem) | GT8 typ N (Frankfurt nad Menem) | GT8 typ N (Frankfurt nad Menem)                | GT8 typ N (Frankfurt nad Menem)                                           |
| Numer w Poznaniu                | Numer we Frankfurcie            | Osprzęt elektryczny             | Liczba i moc silników           | Ilość drzwi                     | Rok produkcji                   | Rozpoczęcie eksploatacji        | Zakończenie eksploatacji        | Macierzysta zajezdnia                          | Uwagi                                                                     |
| ------------------------------- | ------------------------------- | ------------------------------- | ------------------------------- | ------------------------------- | ------------------------------- | ------------------------------- | ------------------------------- | ---------------------------------------------- | ------------------------------------------------------------------------- |
| 672                             | 823                             | SSW/AEG                         | 2 x 110 kW                      | 4                               | 1963                            | 2000.12.15                      | 2011.08.03                      | WS-2 Madalińskiego                             |                                                                           |
| 673                             | 820                             | SSW/AEG                         | 2 x 110 kW                      | 4                               | 1963                            | 2000.12.19                      | 2011.06.19                      | WS-2 Madalińskiego                             |                                                                           |
| 674                             | 813                             | SSW/AEG                         | 2 x 110 kW                      | 4                               | 1963                            | 2000.12.22                      | 2012.08.01                      | WS-2 Madalińskiego                             |                                                                           |
| 675                             | 806                             | SSW/AEG                         | 2 x 110 kW                      | 4                               | 1963                            | 2000.12.29                      | 2011.04.28                      | WS-2 Madalińskiego                             |                                                                           |
| 676                             | 821                             | SSW/AEG                         | 2 x 110 kW                      | 4                               | 1963                            | 2001.01.04                      | 2012.08.01                      | WS-2 Madalińskiego                             |                                                                           |
| 677                             | 826                             | SSW/AEG                         | 2 x 110 kW                      | 4                               | 1963                            | 2001.01.10                      | 2012.06.01                      | WS-2 Madalińskiego                             |                                                                           |
| 678                             | 822                             | SSW/AEG                         | 2 x 110 kW                      | 4                               | 1963                            | 2001.02.14                      | 2017.02.09                      | WS-2 Madalińskiego do 14.12.2014, WS-2 Franowo | po wypadku                                                                |
| 679                             | 807                             | SSW/AEG                         | 2 x 110 kW                      | 4                               | 1963                            | 2001.04.05                      | 2012.10.02                      | WS-2 Madalińskiego                             |                                                                           |
| 680                             | 801                             | SSW/AEG                         | 2 x 110 kW                      | 4                               | 1963                            | 2001.04.12                      | 2016.12.07                      | WS-2 Madalińskiego do 14.12.2014, WS-2 Franowo | wagon przystosowany do obsługi linii podziemnych do 1969 roku, po wypadku |
| 681                             | 803                             | SSW/AEG                         | 2 x 110 kW                      | 4                               | 1963                            | 2001.04.26                      | 2011.07.18                      | WS-2 Madalińskiego                             |                                                                           |
| 682                             | 804                             | SSW/AEG                         | 2 x 110 kW                      | 4                               | 1963                            | 2001.05.16                      | 2009.08.19                      | WS-2 Madalińskiego                             | po wypadku                                                                |

### Norrköping

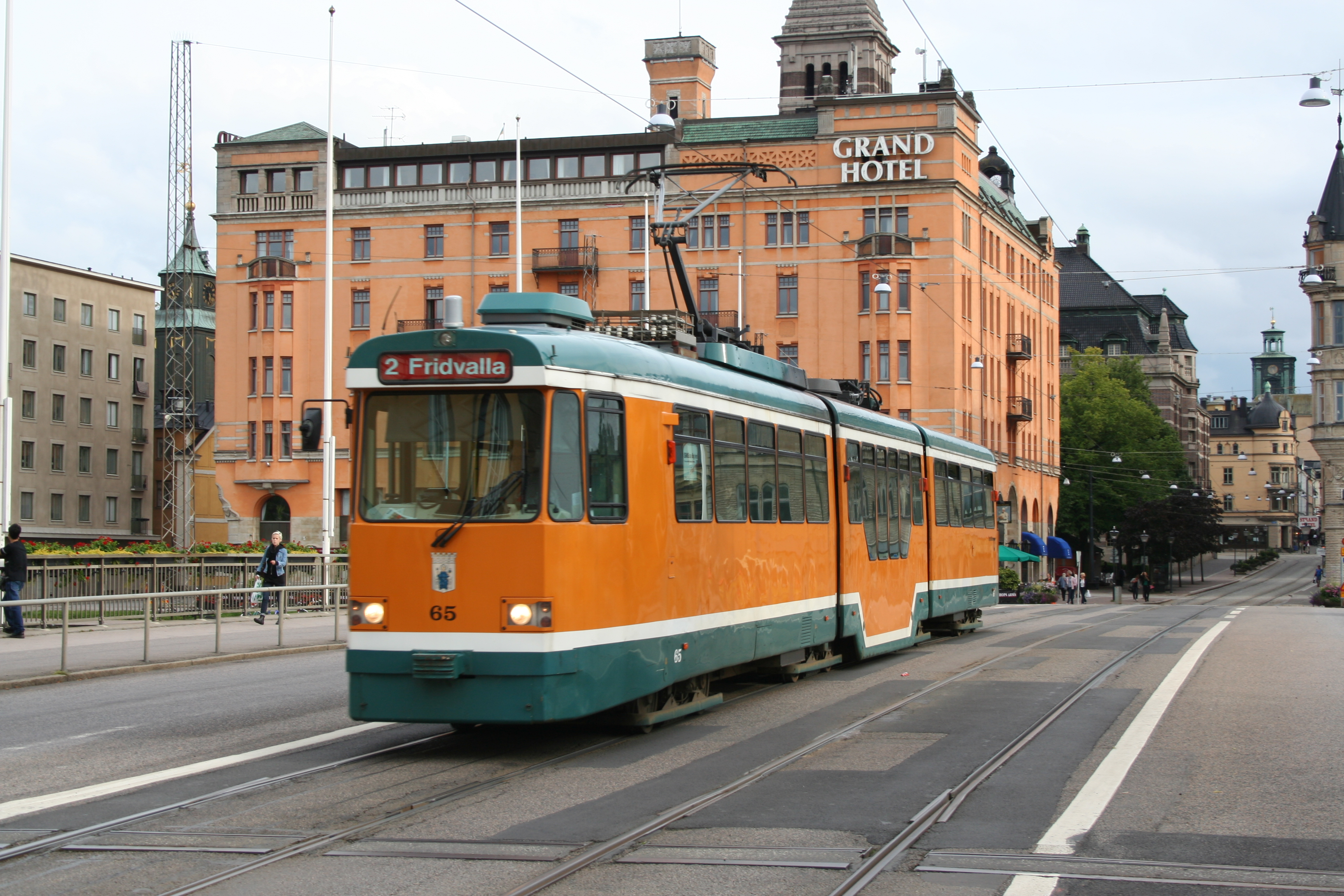
Zmodernizowany tramwaj GT8 do wersji M97

W związku ze starzejącą się flotą tramwajową w Norrköping stanowiącą głównie wysokopodłogowe M67 produkcji szwedzkiego ASEA i nie najlepszym stanem sieci tramwajowej spowodowanej wcześniej prowadzoną polityką krajową odchodzenia od elektrycznego transportu miejskiego podjęto decyzję o zakupie używanych GT8 w Duisburgu, które po otwarciu tunelu centralnego stały się zbędne. Prowadzono również zakupy czterech GT8 w Dessau i jednego w Essen, które w przeszłości były pierwotnie eksploatowane w Duisburgu. W ten sposób zakupiono 15 wozów GT8 w latach 1994–1997. Przed wysyłką do Szwecji wszystkie dziesięć wozów przebudowano w Duisburgu z powrotem do wersji GT6 usuwając środkowy człon. Dwa dostarczone wozy nigdy nie weszły do eksploatacji liniowej będąc dawcami części zamiennych. 
Pozytywne doświadczenia z eksploatacji sprawiły, że podjęto decyzję o modernizacji wozów Duwag do standardu M97 polegającą na wymianie czoła oraz odświeżenia wnętrza i wmontowaniu niskopodłogowego członu. Modernizację przeprowadzono w latach 1999–2001 w wyniku której dziesięć wozów zmodernizowano do standardu M97, które otrzymały numery od 61 do 70.
W 2001 roku wóz GT8 o numerze 63 przebudowano do wersji GT6 zmieniając przy tym numer wozu na 71, a pozostałe niezmodernizowane GT8 wycofano w tym samym roku przeznaczając je na złom.
Wóz M97 o numerze 64 wycofano z eksploatacji i przeznaczono do złomowania.

### Konya
W 1986 roku firma Siemens rozpoczęła realizację prac na budową sieci tramwajowej w Konyi w skład której zaangażowana była kolońska firma Rail Consult zajmująca się konsultingiem. Początkowo zakładano, że do Konyi trafią wycofywane wagony T4 z Norymbergii, jednak ze względu na krytykę dotyczącą niskiej pojemności i konieczności rozłożenia pasażerów na dwa wagony z dostaw norymberskich wozów zrezygnowano na rzecz wozów GT8 z Kolonii. 
Wiosną 1988 roku zawarto umowę w Kolonii na dostawę szesnastu wozów serii GT8. Przed dostawami do nowego odbiorcy w Kolonii przeprowadzono przeglądy zachowując czerwono-białe malowanie Kolonii dodając jedynie herb miasta Konya. Wozy o numerach kolońskich po przeglądach przenumerowano z 3751-3763 i 3765-3767 na 101-116. Wóz o numerze 3764 po uzgodnieniu z Konyą pozostał w Kolonii jako tramwaj zabytkowy. 25 listopada 1988 roku wóz o numerze 101 (dawny 3756) został wywieziony z zakładów naprawczych w Kolonii na naczepie niskopodłogowej do portu w Antwerpii, skąd drogą morską na statku został przetransportowany do Mersinu, a następnie transportem drogowym dostarczono do Konyi w dniu Bożego Narodzenia. Do sierpnia 1989 roku w ten sposób dostarczono osiem kolejnych wozów. Konya zakupiła powypadkowy wóz o numerze 3772, który z powodu nadmiernych uszkodzeń został rozebrany na części zamienne w Kolonii i zezłomowany odzyskując sprawne części do reszty tramwajów GT8. Z powodu nieukończenia zajezdni część wozów stała tymczasowo w centrum miasta.  
Od października 1990 do marca 1991 roku wozy o numerach 114 i 116 za zgodą właściciela używano do obsługi wycieczek szkolnych w Kolonii.
15 kwietnia 1992 roku wóz o numerze 104 jako pierwszy dojechał o własnych siłach do pętli Cumhuriyet. Otwarcie linii 1 od dworca do Cumhuriyet nastąpiło 28 września 1992 roku.
W związku z rosnącymi zapotrzebowaniem na przewozy tramwajowe w 1995 roku zawarto umowę z KVB na dostawę dodatkowych 25 GT8. Tym razem transport przeprowadzono drogą kolejową z Kolonii do Bremy, skąd drogą morską przewieziono do Turcji. Podczas transportu drogą morską statek napotkał opóźnienie, a w wyniku sztormu na kanale La Manche doszło do uszkodzenia kilku transportowanych GT8. Stan uszkodzenia trzech wozów uznano za szkodę całkowitą, co spowodowało, że Konya otrzymała wozy te w cenie złomu, a koszty uszkodzeń pokryło ubezpieczenie. Mimo uszkodzeń po dostawie do Konyi wozy naprawiono i wprowadzono ruchu liniowego.
Pod koniec 1997 roku Konya posiadała 41 wozów serii GT8 z dużą ilością części zamiennych do nich.
Pozytywne doświadczenia z eksploatacji kolońskich GT8 wraz z szybko rosnącą liczbą przewiezionych pasażerów rocznie sprawiły, że eksploatowany tabor osiągnął obciążenia, w wyniku czego zaczęto szukać dalszych możliwości zakupu kolejnego taboru. Również zaczęły się pojawiać problemy w zakresie planowanego nabycia wozów, w wyniku czego plany operacyjne KVB zostały zakłócone przyczyniając się do strat finansowych. Ostatecznie zakupiono 26 wozów serii GT8 z Kolonii. Pierwsze dziesięć spisanych ze stanu KVB do Konyi dostarczono w 2001 roku. Tym razem dostawy odbywały się drogą lądowa z użyciem transportu kolejowego przez Węgry, Rumunię i Bułgarię gdzie w Stambule transport odbywał się promem kolejowym skracając tym samym czas dostawy do dwóch tygodni w porównaniu do poprzednich dostaw statkami i transportem drogowym. Sześć wozów zakupionych przez Konyę zezłomowano w Kolonii wyciągając z nich sprawne części zamienne do reszty eksploatowanych wozów. 
W 2003 roku GT8 o numerze 139 uległ zniszczeniu w wyniku pożaru, co spowodowało jego późniejszą kasację w tym samym roku.
Ostatnie dostawy GT8 z Kolonii nastąpiły w 2004 roku, kiedy dostarczono dziesięć wozów tego typu. Łącznie Konya nabyła 68 tramwajów typu GT8, z czego do miasta dostarczono 61 tramwajów, a maksymalnie w eksploatacji znalazło się 60 wozów. Eksploatowane w Konyi wozy otrzymały zakres numeracji 101-161.
Po zakończeniu dostaw Škoda 28T dwadzieścia tramwajów serii GT8 sprzedano do Sarajewa w latach 2015–2016.

## Nazwy potoczne wagonów
- Niemcy: gelber Wagen (pol. żółty wagon)
- Polska: Helmut, Challenger (tylko GT8ZR)
- Białoruś: немец (pol. Niemiec)